# 黑貓露西
《黑貓露西》（日語：くろねこルーシー）為永森裕二企劃，正來賢考、汐野翔原案，倉木佐斗志、十月朔冰（十月サクヒ）創作的日本小説。2011年由神奈川電視台改編為電視劇，2012年改編為同名電影。國興衛視自2014年6月21日起，每週六晚間11點播出。

## 劇情概要
人生處處碰壁的鴨志田陽，某日在邂逅小黑貓阿露與阿西後，受小黑貓天真無邪的自在態度啟發，開始自我改變，以樂觀的態度面對過往的不順…

## 登場人物

### 主角
- 鴨志田陽：山本耕史（幼少時期：村山謙太）
- 佐山美紀：京野琴美

### 鴨志田家
- 鴨志田賢：塚地武雅（搞笑團體「醉龍」）
- 鴨志田幸子：鷲尾真知子

### 占卜學校
- 北別府香織：水崎綾女
- 君塚妙：渡邊真起子

### 其他
- 鈴木隆明：工藤俊作
- 白藤紅葉：遼河晴日
- 清原百合：江川上麻衣子
- 佐藤純導：小宮孝泰（搞笑團體「Conte紅色信號」）
- 井岡辰巳：相島一之
- 小露、小西（黑貓）

## 製作團隊
- 製作總指揮：吉田尚剛
- 企劃：永森裕二
- 導演：龜井亨、野尻克己
- 劇本：川上亮、龜井亨、野尻克己、中田悠仁、長島法透、倉木佐斗志
- 原案協助：正來賢考、汐野翔
- 製作人：飯塚達介、森角威之
- 總製作人：岩城一平
- 音樂：野中「雅」雄一
- 攝影：中尾正人
- 燈光：福田裕佐
- 美術：須坂文昭
- 錄音：甲斐田哲也
- 助理導演：金子直樹
- 協助：娛樂媒體綜合學院、AMG出版工房、ZOO動物經紀公司、Head off、馬車馬企劃、Trinity Works、天然工房
- 製作：「黑貓露西」製作委員會（娛樂媒體綜合學院、神奈川電視台、千葉電視放送、埼玉電視台、三重電視放送、京都放送、太陽電視台、札幌電視放送、TVQ九州放送、岐阜放送、NTT FURARA、竹書房）

## 主題曲
- 片頭曲：富樫美鈴「ハテ・サテ・ミライ」（唉呀 未來）
- 片尾曲：村井理沙子「LUCY」

## 播出集數
| 各集   | 標題                                            | 中文                                     |
| ------ | ----------------------------------------------- | ---------------------------------------- |
| 第1集  | 先人は言う。黒猫が横切るとなんたら…             | 前人說的好。黑貓會過馬路                 |
| 第2集  | 先人は言う。下駄の鼻緒が切れたらなんたら…       | 前人說的好。木屐的帶子會斷掉             |
| 第3集  | 先人は言う。流れ星を見たら三回願い事をなんたら… | 前人說的好。看到流星要許三個願望         |
| 第4集  | 先人は言う。食べてすぐに寝ると牛になんたら…     | 前人說的好。吃飽就睡覺會變成牛           |
| 第5集  | 先人は言う。夜に口笛を吹くとなんたら…           | 前人說的好。要在晚上吹口哨               |
| 第6集  | 先人は言う。猫が顔を洗うとなんたら…             | 前人說的好。要替貓清潔臉部               |
| 第7集  | 先人は言う。下の歯は屋根へ、上の歯はなんたら…   | 前人說的好。上下排的牙齒會相頂           |
| 第8集  | 先人は言う。屋根へ自分の噂をなんたら…           | 前人說的好。別管那些閑言閑語             |
| 第9集  | 先人は言う。雷が鳴ったらへそをなんたら…         | 前人說的好。天上會打雷                   |
| 第10集 | 先人は言う。雛壇を片づけないとなんたら…         | 前人說的好。陳列人偶的架子不需要馬上收拾 |
| 第11集 | 先人は言う。夜に下の歯はと親のなんたら…         | 前人說的好。夜光下的牙齒最明亮           |
| 完結篇 | 先人は言う。茶柱が立つとなんたら…               | 前人說的好。茶柱會自己立起來             |

## 電影版
2012年10月6日於日本上映，女主角鴨志田幸子改由安惠美飾演，電視劇版擔任主演的山本耕史及京野琴美以特別演出的方式登場。

## 電影版登場人物
- 鴨志田賢：塚地武雅
- 鴨志田幸子：安惠美
- 里中渚：大政絢
- 加林查（ガリンシャ，Garrincha，葡萄牙語「鷦鷯」之意）：濱田麻里
- 人像畫師：佐谷井（サコイ）
- 鴨志田陽：山本耕史（特別演出）
- 鴨志田美紀：京野琴美（特別演出）
- 新藤三郎太：佐戸井健太
- 鮫島修一：生瀨勝久
- 露西（母貓）：潔可（ジャック，Jackel）
- 小露、小西（小貓）：小煙（スモーク，Smoke）、摩爾（モア，More）
- 其他演員：峯村理惠、積木美穗、村山謙太、直江喜一、住田隆

## 電影版製作團隊
- 導演：龜井亨
- 企劃、劇本：永森裕二
- 製作總指揮：吉田尚剛
- 製作人：飯塚達介、森角威之
- 攝影：中尾正人
- 美術：須坂文昭
- 音樂：野中「雅」雄一
- 錄音：甲斐田哲也
- 音響效果：丹愛
- 服裝設計：永井伸子
- 化妝造型：清水千惠子、渡邊順子
- 總製作人：岩城一平
- 執行製作：田口梓
- 責任製作：角田隆
- 助理導演：金子直樹
- 製作公司：「黑貓露西」製作委員會
- 發行：AMG Entertainment

## 電影版主題曲
- 平松愛理「花と太陽」（花與太陽）

## 外部連結
- 電視劇版《黑貓露西》官方網站
- 電影版《黑貓露西》官方網站
- 國興衛視官方網站 （页面存档备份，存于）
- 國興衛視官方臉書

## 節目的變遷
| 國興衛視 週六 23:00至24:00           | 國興衛視 週六 23:00至24:00           | 國興衛視 週六 23:00至24:00 |
| ------------------------------------ | ------------------------------------ | -------------------------- |
|                                      | 黑貓露西 （2014.06.21 - 2014.07.26） |                            |
| 貓咪計程車 （2014.05.10 - 2014.06.14） | 沖繩恐怖傳說 （2014.08.02 - 2014.）  |                            |